# 奎宿二
奎宿二（仙女座ζ, ζ And）是仙女座的一个恒星系统，距离地球约181光年。
奎宿二是一个分光食双星系统，其主星为橙色K型巨星，平均视星等为+4.08。由于食对光度的影响，该恒星系统也是猎犬座RS型变星或天琴座β型变星，其光度从+3.92到+4.14之间变化，周期为17.77天，也就是说，双星互相绕行的周期为17.77天。

## 位置

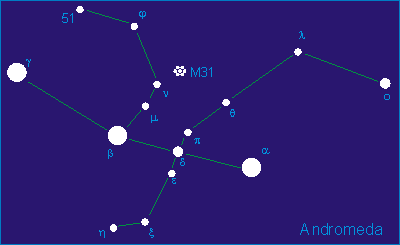
仙女座星图

奎宿二在仙女座的位置可以参见下图：